# 哈德威克 (麻薩諸塞州)
哈德威克（英語：Hardwick）是一個位於美國麻薩諸塞州烏斯特縣的鎮。

## 人口
根據2020年美國人口普查的數據，哈德威克的面積為105.80平方千米，當中陸地面積為99.90平方千米，而水域面積為5.90平方千米。當地共有人口2667人，而人口密度為每平方千米25人。